# Joan Romagosa i Pros
Joan Romagosa i Pros (La Bisbal del Penedès, 17 d'octubre de 1791 - Igualada, 18 de setembre de 1834) va ser un militar carlí.
Va iniciar la seva carrera militar durant la Guerra del Francès. El 1822 va ser el cap de la insurrecció absolutista contra el règim liberal. El 1825 va ser designat governador del corregiment de Mataró i va ser ascendit a mariscal de camp. Durant la revolta de 1827 es va mantenir fidel al govern malgrat haver-hi sospites que podria haver estat un dels impulsors de la revolta. El 1831 va ser ascendit a general i quan va morir Ferran VII va marxar cap a França.
El mes de setembre del 1834 va sortir en vaixell de Gènova i va desembarcar a les platges de Sant Salvador (el Vendrell) i Barà, com a comandant general de les tropes carlines del Principat en la Primera Guerra Carlina. Sembla que mantenia contactes amb l'infant Sebastià, el qual ja conspirava contra Isabel II. Però Romagosa fou detingut malgrat haver-se refugiat a casa del capellà de Selma i afusellat a Igualada, juntament amb el seu secretari, pocs dies després.